# Mausolée d'Hélène
Le mausolée d'Hélène, plus tard connu sous le nom Tor Pignattara est un monument funéraire construit entre 326 et 330 par Constantin Ier, initialement pour lui-même, mais plus tard attribué à sa mère Hélène, morte en 328. Il est situé sur la Via Casilina, au troisième mille de l'ancienne Via Labicana, juste après le mur d'Aurélien. Le corps d'Hélène était conservé dans un sarcophage de porphyre, lui aussi originellement dédié à Constantin.